# Ada Kristel
Ada Kristel fue una primera bailarina argentina del Teatro Colón.

## Carrera
La bailarina Ada Kristel se inició profesional en la danza al egresar del Conservatorio Nacional (hoy Escuela Nacional de Danzas) donde estudió con Dora Del Grande. Trabajó con primeras figuras como Norma Fontenla, José Neglia y Xénia Monty. Conformó por varias décadas del elenco estable del ballet del Teatro Colón.
Efectuó estudios con teatro con Lee Stramberg, director del Actor's Studio de Nueva York.
Es miembro del Consejo Asesor del CIEEDA (Centro de Investigación Experimental y Estudio de la Danza), perteneció a la Comisión Organizadora de la Convención 1967-1968, organizada por el Congreso Permanente de la Danza, miembro de la sección Argentina de la Sección Internacional de la Musicología, con sede en Suiza  (Especialidad en Danza) y a ASARDA (Asociación Argentina de Egresados de Danza).

## Obras musicales
- Scheherazade
- Apurimac
- La flor del Irupé (1945)
- El burgués gentilhombre (1948)[2]
- Tour de... cisnes (1949), con el primer bailarín Víctor Ferrari.
- Capricho español (1950), de Rimsky Korsakow, con Ciro Figueroa, coreografía de Leonide Massine.
- Gallo de oro (1950), obra de Rinski Korsakoff.
- Danzas Polovtsianas (1952)
- Bolero (1959)
- Avant-guerre (1962)
- Coppelia (1965), de De libes-Carter
- La suite de danzas (1966), de Petroff Schalkovsky
- La florista (1968)
- El hijo pródigo, de Prokofieff
- El amor brujo
- El sombrero de tres picos, de De Falla.
- Corpus Christi.
- Fausto (1971) de Jules Barbier.[3]